# Pons
Pons, på dansk hjernebroen, er den mellemste del af hjernestammen. 
Fortil på pons løber pyramidebanerne, kroppens vigtigste motoriske baner for finmotorik. Bagtil står pons i forbindelse med lillehjernen (cerebellum), hvis to hemisfærer den forbinder som en bro, deraf navnet hjernebroen.
Opad går pons over i mesencephalon. Nedad går den over i den forlængede marv (medulla oblongata).